# Ангелина (фон-Розе)
Ангелина (в миру Александра Филипповна фон-Розе; до замужества Шмакова; 1809—1880) — монахиня Русской православной церкви, основательница и строительница Свято-Троицкой Творожковской православной женской общины (позднее монастыря).

## Биография
Александра Шмакова родилась 5 апреля 1809 года в городе Санкт-Петербурге в семье потомственного дворянина Филиппа Семеновича Шмакова. С семи лет девочка воспитывалась в Смольном институте благородных девиц и окончила в нём курс в 1823 году.
В 1824 году Александра Филипповна Шмакова вышла замуж за богатого дворянина, лютеранского исповедания, Карла Андреевича фон-Розе.
На 2З-м году супружества у нее родилась дочь, которая скончалась в младенчестве. После этой утраты роскошь, суета и блеск, окружавшие будущую монахиню, стали ей в тягость, она начала понимать одно утешение в Боге, помогать бедным, посещать богослужения. Ее благочестие скоро согрело своею теплотой и ее иноверца мужа, который на старости лет обратился в православие и стал разделять благочестивые заботы своей жены, которую он горячо любил. Он купил землю под будущий монастырь и сказал ей: «если тебе суждено будет умереть прежде меня, то я устрою мужской монастырь; если же я умру прежде тебя, то ты устрой женскую обитель; таким образом мы всегда будем помогать друг другу молитвой и не узнаем разлуки».

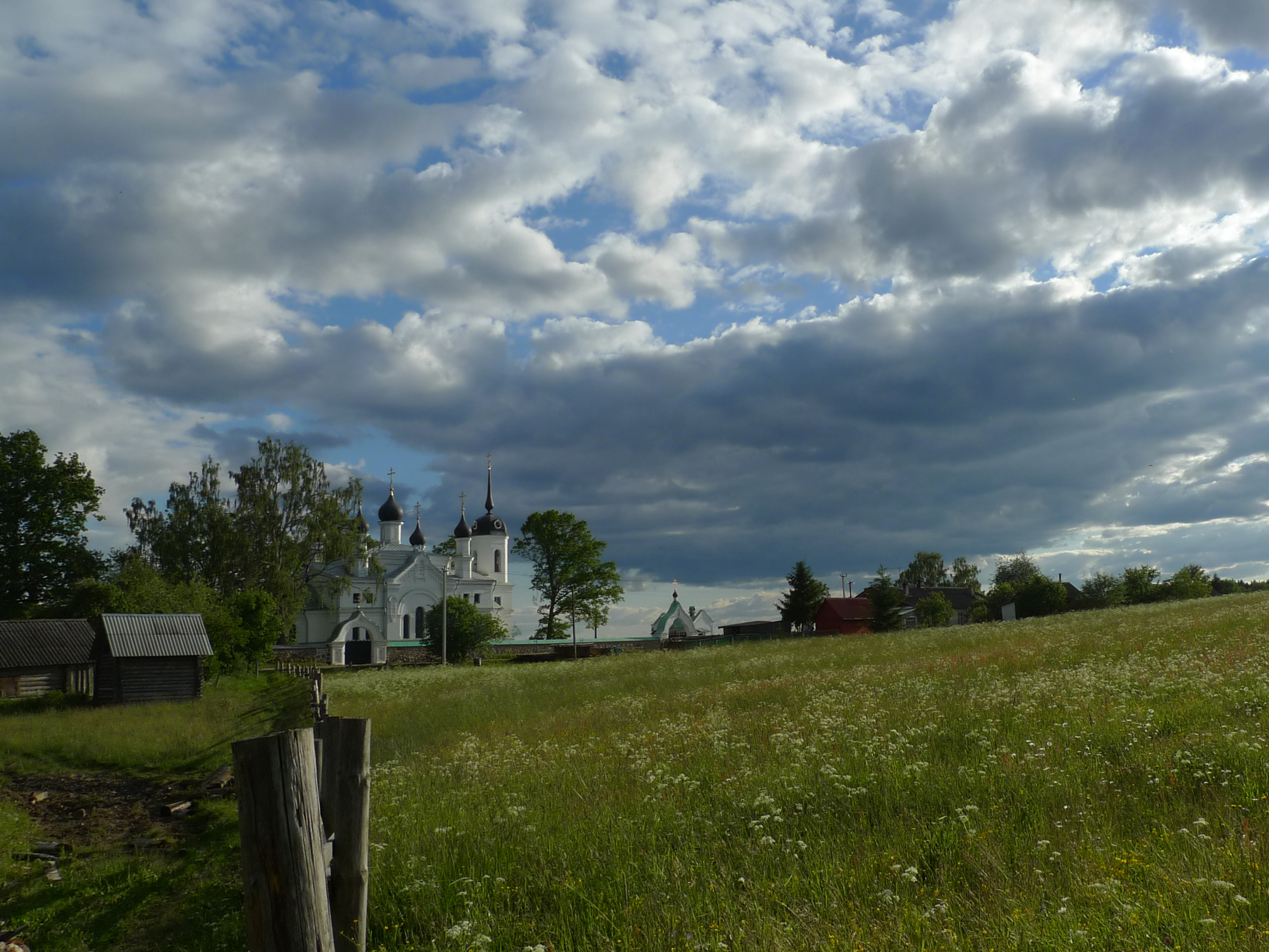
Творожковский монастырь

Овдовев в 1858 году, она принялась за устройство общины и 23 июня 1865 года получила разрешение на её учреждение в селе Творожкове, Гдовского уезда Санкт-Петербургской губернии, с приютом для девочек-сирот из духовного звания. Устроительницу назначили начальницей новой общины; 28 декабря 1866 года Александра Филипповна фон Розе постриглась в монашество с именем Ангелина.
Пожертвовав Творожковской общине всю землю со всеми постройками, монахиня Ангелина отказалась от всякого имущества, жила в простоте и смирении, проводя время в посте, молитве и в трудах по обустройству общины.
15 августа 1875 года состоялась закладка нового каменного Храма общины, но при жизни устроительницы Храм не был достроен; Ангелина фон Розе скончалась 17 марта 1880 года и её похоронили возле алтарной стены почти построенного Храма. Храм был освящен 5 сентября 1882 года, а 24 июня 1887 года община преобразована в Свято-Троицкий Творожковский общежительный женский монастырь.
Вскоре после октябрьского переворота Храм был закрыт и община некоторое время существовала как сиротский приют, но в 1929 году монахини были увезены чекистами на автомобилях в неизвестном направлении. Лишь в 1995 году, после распада СССР, с благословения старца Николая Гурьянова, начались первые работы по восстановлению обители.